# Grand Theft Auto

Logo des Herausgebers Rockstar Games

Grand Theft Auto (abgekürzt GTA, deutsch etwa „Schwerer Autodiebstahl“) ist eine Videospielserie des US-amerikanischen Publishers Rockstar Games. Die Titel der Reihe sind Action-Adventure-Spiele mit Rennspiel- und Third-Person-Shooter-Elementen und verfügen über ein Open-World-Spielprinzip. Der Name ist dem US-amerikanischen Straftatbestand des schweren Kraftfahrzeugdiebstahls (englisch „grand theft auto“) entlehnt. 1997 erschien der erste Teil der Serie, entwickelt vom schottischen Entwicklerstudio Rockstar North (bis 2001 DMA Design). Mit über 410 Millionen verkauften Spielen ist sie eine der erfolgreichsten Computerspieleserien überhaupt.
Alle Teile der Reihe weisen eine vergleichbare Handlung auf, bei der meist ein männlicher Protagonist mit einer kriminellen Vorgeschichte in einer amerikanischen Großstadt eine Verbrecherkarriere anstrebt. Dazu kann er Aufträge mit unterschiedlicher Komplexität und Schwierigkeit annehmen, deren Erfüllung zu weiteren Kontakten auf höheren Ebenen der Verbrecherhierarchie führt. Neben diesen Hauptaufträgen kann der Spieler eine Reihe freiwilliger Zusatzaufgaben übernehmen. Diese führen in der Regel nicht die Haupthandlung weiter, sondern belohnen den Spieler mit Geld, Waffen oder ähnlich nützlichen Belohnungen.
Grand Theft Auto zeichnet sich durch eine große Bewegungs- und Interaktionsfreiheit innerhalb der fiktiven Welt aus. Es gibt eine Vielzahl von Nebenaktivitäten sowie spieleigene Fernseh- und Radiosender, Internetdienste und in Kinos einsehbare, extra für die Spiele geschaffene Animationsfilme, die maßgeblich zur atmosphärischen Gestaltung der Spiele beitragen. Handlung und optische Aufmachung sind häufig satirisch-humoristisch geprägt und eine überspitzte, parodistische Darstellung des American Dream sowie des westlich-kapitalistischen Lebensstils der USA.
Aufgrund der in der Serie dargestellten kriminellen und teilweise gewalttätigen Handlungen sowie der häufig klischeehaften Darstellung ethnischer Gruppierungen stehen die Spiele des Öfteren in der Kritik.

## Spielprinzip
Das Grundprinzip des Spiels entstand aus der Umkehrung der ersten Idee, die vorsah, dass der Spieler die Rolle eines Verkehrspolizisten einnehmen sollte. Doch „es konnte einfach kein schnelles Action-Arcade-Spiel herauskommen, wenn man sich an die [Verkehrs-] Regeln halten soll.“ Deshalb drehten die Entwickler das Prinzip um und machten den Spieler zum Kriminellen, der Aufträge für seinen Gangster-Boss ausführen soll. Da Spieletester häufig gar kein Interesse an den Missionen zeigten und lieber die Spielewelt erkundeten, wurde die lineare Entwicklung des Spielablaufs aufgegeben. Der Spieler kann frei auf Spritztour gehen oder sich je nach Ort beliebige Missionen von seinem Boss geben lassen. Dachten die Entwickler zunächst noch, dass ein erfolgreiches Spiel ein Endziel haben müsse, gaben sie auch dieses auf, als ihnen die Analogie zu Flipperautomaten einfiel: ein Spiel, das durch Extras potenziell unendlich weitergehen kann. Einzige Begrenzung ist die Intensität der Fahndung durch die Polizei nach dem Spieler.

### Hauptmissionen
Der Spieler kann verschiedene Missionen innerhalb der Haupthandlung des Spiels annehmen. Diese werden in der Regel mit der Hilfe von Waffen und Fahrzeugen gelöst und beinhalten unter anderem Kurierfahrten, das Verfolgen, Einschüchtern und Ausschalten von Gegnern, Autodiebstahl, das Zerstören von Fahrzeugen, Attentate oder auch schwerwiegendere Aktionen wie beispielsweise die Sprengung eines Polizeireviers mit einem sprengstoffbeladenen Tanklaster (im ersten Spiel der Reihe).
Ab dem dritten Spiel der Reihe (Grand Theft Auto III), in dem erstmals eine 3D-Welt benutzt wird, wird das Spielterrain (Geländeformen, Gebäudeformen) in die Missionsgestaltung einbezogen und kann auch vom Spieler zur Missionslösung eingesetzt werden. Die Spielfigur besitzt zudem Fähigkeiten, die in einer 3D-Welt nützlich sind, wie die Fähigkeiten zu springen und sich zu ducken. Seit Grand Theft Auto: San Andreas ist zudem auch Schleichen, Klettern und Schwimmen möglich.
Viele Missionen erfordern nicht, dass der Spieler sich an einen bestimmten Lösungsweg hält. Die Waffen- und Fahrzeugwahl ist dem Spieler überlassen: Mit Motorrädern lassen sich Verfolger besser abschütteln, mit Hubschraubern können Fahrzeuge besser verfolgt werden und mit Scharfschützengewehren, Flammenwerfern, Granaten oder Raketenwerfern lassen sich Gegner auf Distanz bekämpfen. Allerdings sind starke Waffen nicht frei erhältlich. Sie sind entweder gut versteckt oder können erst im weiteren Spielverlauf gefunden, gekauft oder durch Nebenmissionen erworben werden.
Ein charakteristisches Beispiel für eine freie Missionslösung ist die Mission „Gefeuert!“ aus Grand Theft Auto: Vice City: Die Erfüllung dieser Mission erfordert die Abholung eines bewachten Koffers auf einem Gebäudedach. Die schwere Bewachung der Umgebung erfordert normalerweise, dass der Spieler sich zuerst durch einen Hof und dann über mehrere Dächer bis zum Zielort durchkämpft. Wesentlich einfacher ist es jedoch, mit einem Hubschrauber auf einem Dach gegenüber dem Koffer zu landen. Von dort aus lassen sich die Bewacher einfach mit einem Scharfschützengewehr töten. Anschließend kann der Spieler mit dem Hubschrauber direkt auf dem Dach mit dem Koffer landen, diesen mitnehmen und fliehen.
Ein durchgehendes Prinzip der Spielereihe ist es, dass der Spieler selbst zu den Missionsschauplätzen innerhalb der Spielwelt fahren muss. Während einer Mission ist es zudem nicht möglich, zu speichern. Ist eine Mission gescheitert, muss diese komplett wiederholt werden. Sowohl in GTA: San Andreas als auch in Grand Theft Auto V existieren während (je) einer Mission jedoch ein oder mehrere Kontrollpunkte, sodass nur ein Teil wiederholt werden muss.
Die Spielfigur besitzt zwei als Trefferpunktsystem realisierte Eigenschaften, die seine Stärke quantifizieren: Lebenskraft und Panzerung. Beide Werte können durch entsprechende Powerups, die überall auf der Spielwelt verteilt sind, gesteigert werden. Wird die Lebenskraft aufgebraucht, landet die Spielfigur im nächstgelegenen Krankenhaus, was den Verlust von ein wenig Geld und teilweise auch der Waffen zur Folge hat. Anschließend kann das Spiel wieder mit aufgefüllter Lebenskraft fortgesetzt werden.
Kriminelle Handlungen erhöhen den Fahndungslevel des Spielers, was einen steigenden Verfolgungsdruck durch die Polizei bzw. in der höchsten Fahndungsstufe durch das Militär oder Spezialeinsatzkommandos bewirkt. Der Fahndungslevel lässt sich durch das Aufsammeln von Polizeisternen, durch das Umlackieren des Fahrzeugs, durch Kleiderwechsel oder durch das Erreichen eines Verstecks verringern. Kommt es zu einer Verhaftung, werden dem Spieler sämtliche Waffen und etwas Geld abgenommen. Das Spiel kann dann wieder fortgesetzt werden. Außerdem führt die Verhaftung innerhalb einer Mission (ebenso wie die Einlieferung in ein Krankenhaus) zum Scheitern.
Alle Fahrzeuge verfügen über ein Schadensmodell, d. h. sie können bei Unfällen zerstört oder beschädigt werden. Dieses Spielelement zwingt den Spieler, sein Fahrzeug des Öfteren zu wechseln oder reparieren zu lassen. Ist ein Fahrzeug fester Bestandteil einer Mission, bedeutet die Zerstörung des Fahrzeugs das Scheitern der Mission. Fahrzeuge können zusätzlich in den meisten Spielen der Serie mit einer Bombe ausgestattet werden. Zudem ist es möglich, mit Fahrzeugen sogenannte Drive-by-Shootings, also das Schießen aus dem fahrenden Auto durchzuführen.

### Nebenmissionen
Nebenmissionen sind Missionen, die in der Regel nicht in die Handlung eingebunden sind. Sie stellen eine Abwechslung zu den Hauptmissionen dar und dienen als Anreiz für den Spieler, sich in der Spielwelt umzusehen. Die Belohnungen für das Erfüllen der Nebenmissionen fallen je nach Spiel und Mission unterschiedlich aus: erhöhte Gesundheit, Feuerfestigkeit, zusätzliche Waffen in den Verstecken, besondere Fahrzeuge, spezielle Kleidung oder Geld.
In der Regel kommen folgende Nebenmissionen vor, die je nach Spiel leicht variieren:
- Üblicherweise kann mindestens eine Sammelaktion durchgeführt werden, in der versteckte Objekte, die über die ganze Spielwelt verteilt sind, gefunden werden müssen. Der Spieler wird im Anschluss oder während der Sammelaktion mit kostenlosen und stärkeren Waffen in den Verstecken belohnt.
- Des Weiteren gibt es levelbasierte Spezialfahrzeug-Missionen, die gestartet werden können, wenn die Spielfigur in einem bestimmten Fahrzeugtyp sitzt, wie in einem Taxi, Krankenwagen, Polizeiwagen, Feuerwehrwagen oder Müllwagen. Level-basiert bedeutet hierbei, dass der Spieler ähnliche Aufgaben mehrfach hintereinander lösen muss, um belohnt zu werden. Dazu muss der Spieler innerhalb einer festgelegten Zeit bestimmte Orte oder Personen erreichen. Zu diesen Missionen gehören im Prinzip auch die Nebenjobs als Kurierfahrer, die der Spieler auf einem Motorroller oder Fahrrad durchführen muss, um bestimmte Dinge (Pizza, Zeitungen, Drogen etc.) auszuliefern.
- Monsterstunts sind spezielle von den Entwicklern vorgesehene Orte, um besonders weite Sprünge mit Fahrzeugen durchzuführen. An diesen Orten sind entweder Rampen aufgestellt oder es existiert ein für einen Sprung geeigneter Gelände- oder Straßenverlauf.
- Innerhalb der Spielwelt können illegale Straßenrennen gefahren werden und es existieren für besondere Fahrzeuge (wie Geländewagen, Motocross-Räder oder Strandbuggys) Geschicklichkeitsparcours. Offizielle Rennen finden dagegen in den Stadien statt.
- Eine Import-/Export-Garage oder ein Kran dienen zum Verkauf von Fahrzeugen. Der Spieler muss dazu bestimmte Fahrzeugtypen entwenden und sie bei dieser Garage bzw. dem Kran abliefern. Der Spieler wird zunächst mit Geld belohnt. Sind alle Fahrzeuge abgeliefert, kann der Spieler auf die exportierten Fahrzeugtypen zugreifen. Das hat den Vorteil, dass der Spieler die Fahrzeuge nicht mehr in der Spielwelt suchen muss.
- Rampages (Amokläufe) können an bestimmten Orten gestartet werden. Der Spieler muss dann innerhalb einer vorgegebenen Zeit mit einer festgelegten Waffe eine bestimmte Anzahl von rivalisierenden Gangmitgliedern töten. Diese Nebenmissionen sind üblicherweise in der deutschen Version der Spiele entfernt.

### Selbständiges Agieren
Zusätzlich zu den von den Entwicklern vorbereiteten Haupt- und Nebenmissionen hat der Spieler die Möglichkeit, selbständig in der Spielwelt nach Abenteuern zu suchen.
Es bietet sich an, absichtlich die eigene Fahndungsstufe zu erhöhen, um einen Kampf mit der Polizei zu starten. Das Ziel ist es dann, möglichst lange zu überleben, um die höchste Fahndungsstufe zu erreichen und/oder anschließend der Polizei durch geschickte Manöver wieder zu entkommen.
Des Weiteren besteht in den neueren Spielen, da bei diesen auch Motorräder und Fahrräder vorkommen, die Möglichkeit, Stunts durchzuführen. Hierzu sucht der Spieler nach Orten, die sich für weite Sprünge oder Sprünge über hohe Objekte oder tiefe Stürze eignen. Das kann ziellos geschehen oder mit der Absicht, an Stellen in der Spielwelt zu gelangen, die schwer zu erreichen sind.
Letztlich kann der Spieler mit den zahlreichen und unterschiedlichen Fahrzeugen (möglichst rasant) durch die Gegend fahren bzw. mit Flugzeugen fliegen.

### Simulation der Spielwelt
Die Spielwelt ist nicht nur der Schauplatz der Handlung und der Missionen, sondern zugleich auch eine Simulation einer virtuellen Welt, in der der Straßenverkehr, Passanten (mit dem Spieler und untereinander interagierend), das Wetter, der Tagesrhythmus (d. h. der Sonnenstand) und grundlegende physikalische Gesetze simuliert werden.
Die Simulation des Straßenverkehrs ist zeit- und ortsabhängig. Beispielsweise sind in Finanzvierteln oder Villengegenden eher sportlichere und teurere Fahrzeuge anzutreffen als in „normalen“ Gegenden. An den Stränden tragen die Leute eher Badebekleidung, in Finanzvierteln Business-Kleidung oder Berufskleidung im Hafengebiet. Zudem befinden sich tagsüber etwas mehr Fahrzeuge und Passanten auf den Straßen als in der Nacht.
Alle Fahrzeuge verfügen je nach Typ (Geländewagen, Sportwagen etc.) über eine entsprechende Fahrphysik und unterscheiden sich daher in der Beschleunigung, Höchstgeschwindigkeit und Bodenhaftung, wobei letzteres auch vom Untergrund abhängt.
Eine Physik-Engine simuliert die Schwerkraft und Trägheit. Jedoch ist die Wirkung dieser Kräfte nicht vollkommen realistisch, damit die Spielfigur größere Stürze und Aufpralle überlebt.
Nicht nur die Polizei reagiert auf die Taten des Spielers, sondern auch die Passanten in unmittelbarer Nähe. In GTA: San Andreas beispielsweise laufen einige Autofahrer ängstlich weg, nachdem der Spieler ihnen den Wagen abgenommen hat, andere wiederum wehren sich und versuchen, ihr Auto wiederzubekommen. Außerdem laufen die Passanten nicht nur weg, wenn der Spieler das Feuer eröffnet, sondern einige laufen zum Tatort, um sich diesen näher anzusehen. Manchmal wird das Feuer erwidert. Verursacht der Spieler einen Brand oder werden Passanten verletzt (und nicht getötet), erscheint kurz darauf die Feuerwehr, um das Feuer zu löschen bzw. ein Krankenwagen, um die Verletzten zu behandeln.
Nicht jede Handlung muss vom Spieler initiiert werden: Die Polizei verfolgt hin und wieder Verbrecher auf der Flucht zu Fuß oder im Einsatzwagen oder es finden auf offener Straße Bandenkriege zwischen rivalisierenden Gangs statt.
In die Entwicklung der neuen Spielwelt ab Grand Theft Auto III flossen auch die Erfahrungen mit dem von der Vorgängerfirma DMA Design zuvor entwickelten Spiel Body Harvest ein.

### Unterschiede zu anderen Spielen
Die GTA-Reihe wird ab dem dritten Teil zwar aufgrund der Third-Person-Perspektive und des Waffeneinsatzes zur Aufgabenlösung prinzipiell in das Genre der Third-Person-Shooter eingeordnet, jedoch sind typische Elemente des Genres bei GTA nicht zu finden.
Third-Person-Shooter bestehen üblicherweise aus mehreren Spielabschnitten, auch Level genannt, die der Spieler durchqueren muss. Diese Levels sind unterschiedlich gestaltet, sodass der Spieler sich in jedem Level in einer neuen Umgebung wiederfindet, die er zunächst erkunden muss. Ein Spiel der GTA-Reihe findet dagegen immer in einer Umgebung (eine 3D-modellierte Spielwelt) statt. Dem Spieler steht, auch wenn es zunächst abgesperrte Gebiete gibt, die gesamte Spielwelt offen. Da er zudem nicht gezwungen ist, irgendeine der Missionen sofort auszuführen, kann er die Umgebung und damit die zukünftigen Missionsschauplätze bereits vorher erkunden.
Andere Third-Person-Shooter oder sonstige Spiele werden im Verlauf des Spiels, d. h. in den späteren Leveln, immer schwieriger. Die Level werden umfangreicher, die Zahl der Gegner nimmt zu, zudem sind sie besser bewaffnet. Auch das trifft auf die GTA-Reihe nur bedingt zu. Zwar sind in späteren Missionen die Gegner besser bewaffnet und treten in größeren Gruppen auf, jedoch wird dieser Nachteil durch die besser werdende Bewaffnung des Spielers wieder aufgehoben. Zudem erfordert die Lösung einer Mission in der Regel nur wenige Minuten Zeit, was verglichen mit Ego-Shootern relativ kurz ist. Zusätzlich wird dadurch die in einigen Ego-Shootern vorkommende (beabsichtigte) Munitionsknappheit verhindert.
Aufgrund der offenen Spielwelt und der Interaktionsmöglichkeit mit der Umgebung besteht eine gewisse Ähnlichkeit mit dem Genre der Rollenspiele. Aber auch hier fehlen entscheidende Elemente, um die Serie als Rollenspiel anzusehen. Es gibt nicht die Möglichkeit, eine Rolle aus mehreren Alternativen auszuwählen, wie das bei Rollenspielen typischerweise der Fall ist (z. B. eine Rolle als Dieb, Magier, Krieger, Handwerker). Nachdem der Spieler diese Entscheidung getroffen hat, muss er üblicherweise seine Spielfigur trainieren, damit diese in den Fähigkeiten besser wird, die ihrer Rolle entsprechen. Dieses Training ist eine eher langwierige Aufgabe und ist entscheidend für die anstehenden Aufgaben bzw. Kämpfe. Die Spielfiguren der GTA-Reihe besitzen dagegen von Anfang an alle Fähigkeiten, die für die Spiele erforderlich sind.
Die Städte der GTA-Reihe sind aufwendiger gestaltet als die Spielwelten vergleichbarer Spiele. In den Spielen Der Pate (2006) und Mafia (2002) beispielsweise kann der Spieler seine Spielfigur (bis auf wenige Ausnahmen) nur auf den Straßen bewegen. Daher existieren in diesen Spielen auch keine Flugzeuge oder Hubschrauber, mit denen man auf den Dächern der Gebäude landen könnte. Auch sind die Städte anderer Spiele eher planar aufgebaut und nicht vollständig modelliert (z. B. auch Scarface). So existieren zwischen einigen Stadtteilen nur einzelne Verbindungsstraßen oder es fehlen größere Teile der Stadt.

## Spieleübersicht
| Jahr | Titel                                                  | Entwickler         | Plattformen                                      | Plattformen     | Plattformen     | Plattformen               | Universum |
| --- | ------------------------------------------------------ | ------------------ | ------------------------------------------------ | --------------- | --------------- | ------------------------- | --------- |
| Jahr | Titel                                                  | Entwickler         | Konsole                                          | PC              | Handheld        | Mobil                     | Universum |
| 1997 | Grand Theft Auto                                       | DMA Design         | PS1                                              | Windows, MS-DOS | GBC             |                           | 2D        |
| 1999 | Grand Theft Auto: London, 1969                         | DMA Design         | PS1                                              | Windows, MS-DOS |                 |                           | 2D        |
| 1999 | Grand Theft Auto: London, 1961                         | DMA Design         |                                                  | Windows         |                 |                           | 2D        |
| 1999 | Grand Theft Auto 2                                     | DMA Design         | PS1, Dreamcast                                   | Windows         | GBC             |                           | 2D        |
| 2001 | Grand Theft Auto III                                   | DMA Design         | PS21 2, Xbox                                     | Windows, OS X   |                 | iOS, Android, Fire OS     | 3D        |
| 2002 | Grand Theft Auto: Vice City                            | Rockstar North     | PS21 2, Xbox                                     | Windows, OS X   |                 | iOS, Android, Fire OS     | 3D        |
| 2004 | Grand Theft Auto: San Andreas                          | Rockstar North     | PS22, Xbox, PS33, PS4 4, Xbox 3605               | Windows, OS X   |                 | iOS, Android, WP, Fire OS | 3D        |
| 2004 | Grand Theft Auto Advance                               | Digital Eclipse    |                                                  |                 | GBA             |                           | 3D        |
| 2005 | Grand Theft Auto: Liberty City Stories                 | Rockstar Leeds     | PS21                                             |                 | PSP             | iOS, Android, Fire OS     | 3D        |
| 2006 | Grand Theft Auto: Vice City Stories                    | Rockstar Leeds     | PS21                                             |                 | PSP             |                           | 3D        |
| 2008 | Grand Theft Auto IV                                    | Rockstar North     | PS3, Xbox 360                                    | Windows         |                 |                           | HD        |
| 2009 | Grand Theft Auto IV: The Lost and Damned               | Rockstar North     | PS3, Xbox 360                                    | Windows         |                 |                           | HD        |
| 2009 | Grand Theft Auto: Chinatown Wars                       | Rockstar Leeds     |                                                  |                 | PSP, NDS        | iOS, Android, Fire OS     | HD        |
| 2009 | Grand Theft Auto: The Ballad of Gay Tony               | Rockstar North     | PS3, Xbox 360                                    | Windows         |                 |                           | HD        |
| 2009 | Grand Theft Auto: Episodes from Liberty City           | Rockstar North     | PS3, Xbox 360, Xbox One                          | Windows         |                 |                           | HD        |
| 2013 | Grand Theft Auto V                                     | Rockstar North     | PS3, Xbox 360, PS4, Xbox One, PS5, Xbox Series   | Windows         |                 |                           | HD        |
| 2021 | Grand Theft Auto: The Trilogy – The Definitive Edition | Grove Street Games | PS4, Xbox One, PS5, Xbox Series, Nintendo Switch | Windows         | Nintendo Switch | iOS, Android              | 3D        |
| 2026 | Grand Theft Auto VI                                    | Rockstar North     | PS5, Xbox Series                                 | TBA             | TBA             | TBA                       | HD        |
| Anmerkungen: 1. Verfügbar für die PlayStation 3 als Teil der PlayStation 2 Classics-Reihe im PlayStation Network. 2. Verfügbar für die PlayStation 4 als PlayStation-2-Emulation im PlayStation Network. 3. Ursprünglich verfügbar für die PlayStation 3 als Teil der PlayStation 2 Classics-Reihe im PlayStation Network, später ersetzt durch eine native HD-Veröffentlichung. 4. Ursprünglich verfügbar für die Xbox 360 als Teil der Xbox Originals-Reihe im Xbox Games Store, später ersetzt durch eine native HD-Veröffentlichung. |                                                        |                    |                                                  |                 |                 |                           |           |

### Grand Theft Auto(1997) undGTA 2(1999)
Die ersten beiden Teile der Serie weisen ein fast identisches Spielprinzip auf: In beiden Spielen wird die Spielfigur mit Blick aus der Vogelperspektive gesteuert und die Spiele setzen sich aus Verbrecherlaufbahnen zusammen, die jeweils in einer Stadt spielen. In jeder Stadt arbeitet der Spieler für einen von drei Auftraggebern (Fraktionen). Erst nachdem der Spieler den Respekt bei einer Fraktion erlangt hat, werden die nächsten Aufträge freigeschaltet, wobei der Schwierigkeitsgrad der Missionen stetig zunimmt. Diese Gliederung vollzieht sich über drei Schwierigkeitsstufen.
Aufträge kann der Spieler an Telefonzellen annehmen, wobei die einzelnen Auftragsziele dem Spieler über Textnachrichten übermittelt werden. Zur Lösung der Missionen kann der Spieler verschiedene Fahrzeuge und Waffen einsetzen. Durch das Absolvieren einer Mission verdient sich der Spieler Geld und, im Fall von GTA 2, auch den Respekt der Gang des Auftraggebers. Ein Übergang in die nächste Stadt ist nur durch das Erreichen eines bestimmten Geldbetrages möglich. In der ersten Stadt sind z. B. eine Million Dollar erforderlich, um das Level durch das Aufsuchen eines speziellen Aufnahmepunktes (meist bei der Kirche) verlassen zu können. Zwischen den Laufbahnen existieren Zwischensequenzen, die eine grobe Rahmenhandlung bilden.
In Grand Theft Auto kann innerhalb einer Laufbahn nicht abgespeichert werden. Mit GTA 2 wurde die Möglichkeit geschaffen, das Spiel in einer Kirche zu speichern. Des Weiteren reagiert in GTA 2 nicht nur die Polizei auf die Taten des Spielers, sondern auch die gegnerischen Banden. Für GTA 1 erschien später noch das Add-on GTA: London 1969, das in London im Jahre 1969 spielt und wiederum durch das kostenlos zum Herunterladen bereitgestellte Mini-Add-on GTA: London 1961 erweitert werden konnte.
Mit der Collectors’ Edition erschien 2003 für die PlayStation eine Sammlerbox, welche die ersten beiden Teile sowie das Add-on London 1969 enthält.

### GTA III(2001)
GTA III spielt im Jahre 2001 in der fiktiven Stadt Liberty City, die der Stadt New York ähnelt. Der Spieler schlüpft in die Rolle eines namenlosen Gangsters (in GTA: San Andreas erfährt man in einer Zwischensequenz, dass er Claude heißt) und arbeitet für verschiedene kriminelle Organisationen.
Mit GTA III wurde eine 3D-Spielwelt eingeführt, in der die Spielfigur aus einer Third-Person-Perspektive gesteuert wird. Die Missionen werden mit Zwischensequenzen eingeleitet, wodurch eine dichtere Rahmenhandlung entsteht, die sich an Mafiafilmen und Serien über die italienische Mafia wie Goodfellas und Die Sopranos orientiert.
Damit der Spieler nicht sofort auf alle Waffen und Fahrzeugtypen Zugriff hat, ist die Stadt in drei Inseln aufgeteilt, die im Laufe des Spiels freigeschaltet werden. Pro Insel verfügt der Spieler über ein Versteck, in der das Spiel außerhalb einer Mission gespeichert werden kann. Anders als in GTA 2 wird der Spielfigur hierfür kein Geld mehr vom Konto abgezogen. Die Handlungen des Spielers wirken sich wie im Vorgänger GTA 2 auf die Spielwelt aus.

### GTA: Vice City(2002)
Die Handlung spielt im Jahre 1986 in der fiktiven Stadt Vice City, die der Stadt Miami ähnelt. Der Spieler schlüpft in diesem Spiel in die Rolle des Tommy Vercetti und durchlebt, wie sich dieser von einem kleinen Laufburschen zu dem Drahtzieher in Vice City entwickelt. Optik und Handlung sind angelehnt an den Film Scarface aus dem Jahre 1983 und an die Fernsehserie Miami Vice.
Das Spielprinzip ist dem des dritten Teils der Serie ähnlich. Als Neuerung können Immobilien erworben werden, für die der Spieler später auch Aufträge erfüllen kann. In den Immobilien kann zudem das Spiel gespeichert werden. Das bietet den Vorteil, dass die Fahrtzeiten zu den Missionen kürzer werden.
Eine weitere Neuheit ist die Möglichkeit, die Spielfigur mit unterschiedlichen Outfits zu kleiden. Während einer Verfolgung durch die Polizei bewirkt das eine Reduzierung des Fahndungslevels.
Zu den bisherigen Fortbewegungsmitteln in GTA III kommen Hubschrauber, ein Wasserflugzeug und Motorräder hinzu. Motorräder haben den Vorteil, dass der Spieler Verfolgern besser entkommen und während der Fahrt nicht nur zur Seite, sondern auch nach vorne schießen kann.

### GTA: San Andreas(2004)
Die Handlung spielt im Jahr 1992 in den fiktiven Städten Los Santos, San Fierro und Las Venturas, die den realen Städten Los Angeles, San Francisco und Las Vegas ähneln. Die Handlung ist daher eine Interpretation der Gegebenheiten in Kalifornien Anfang der 90er. Ziel der Hauptfigur Carl Johnson (kurz CJ) ist es, seine Nachbarschaft in den Griff zu bekommen und sich vom Einfluss des korrupten Polizisten Frank Tenpenny zu befreien.
Mit GTA: San Andreas wurden einige technische Verbesserungen realisiert, z. B. dynamische Echtzeitberechnung der Schatten, größere Sichtweite und die Simulation von Wetterphänomenen wie Regen, Nebel, Sandstürmen und das Flimmern der Luft bei starker Hitze.
Die Spielfigur ist zusätzlich in der Lage, über Wände und Zäune zu klettern, zu schwimmen und zu tauchen. Weiterhin kann das Aussehen der Spielfigur durch Frisuren, Tätowierungen, Kleidung, Sport und Essen beeinflusst werden. Durch das wiederholte Benutzen von Fahrzeugen und Waffen lernt die Spielfigur den besseren Umgang mit den entsprechenden Objekten.
Fängt der Spieler eine Mission ein zweites Mal an, so kann die erste Fahrt innerhalb der Mission auch übersprungen werden.
Die Zahl der Bonusmissionen wurde im Vergleich zu den Vorgängern deutlich gesteigert. An einigen Stellen der Haupthandlung muss der Spieler einige Voraussetzungen (z. B. Übernahme feindlicher Ganggebiete oder ausreichendes Lungenvolumen) erfüllen, bevor die Geschichte fortgeführt wird.
Der erfolgreiche Besuch der Flugschule ist Pflicht, während andere Fahrschulmissionen freiwillig sind. Ein weiterer Unterschied zu den Vorgängern besteht in der Möglichkeit, Straßenkämpfe nicht mehr alleine durchstehen zu müssen. Der Spieler kann z. B. vor einem Bandenkrieg eigene Bandenmitglieder zu einem Team zusammenstellen, das CJ folgt und bei Kämpfen unterstützt. Seit 2013 wird GTA: San Andreas auch auf mobilen Endgeräten (Android, iOS, Windows Phone) unterstützt.

### GTA Advance(2004),GTA: Liberty City Stories(2005) undGTA: Vice City Stories(2006)

Die Spiele GTA Advance, GTA: Liberty City Stories und GTA: Vice City Stories haben keine entscheidenden Entwicklungen in die Spieleserie eingebracht.
GTA Advance (für den Game Boy Advance) wird in der 2D-Vogelperspektive gespielt und ist grafisch ein Mix aus dem originalen Grand Theft Auto und GTA III.
GTA: Liberty City Stories und GTA: Vice City Stories sind Prequels von GTA III und GTA: Vice City und orientieren sich daher an diesen Spielen. Die Hauptmissionen sind im Vergleich zu den drei Vorgängern einfacher gestaltet, da die Spiele erst nur für die PlayStation Portable erschienen sind und daher auch „zwischendurch“ spielbar sein mussten. Das macht sich in der Länge der Missionen und in der Einfachheit, mit der gegnerische Fahrzeuge oder Personen eliminiert werden können, bemerkbar. Das Aussehen der Spielfigur kann nur durch festgelegte Kleidungskombinationen verändert werden, die in den Verstecken verfügbar sind.
Lediglich GTA: Vice City Stories bietet einige Bequemlichkeiten für den Spieler. Der Spieler kann im Spielverlauf Geschäfte übernehmen. Die Einnahmen aus diesen Geschäften werden, im Gegensatz zu den Vorgängern, in denen der Spieler die Einnahmen abholen musste, direkt auf das Konto des Spielers addiert. Daher bietet das Spiel die Möglichkeit, gegen Geld die verlorenen Waffen nach einem Krankenhausbesuch oder einer Verhaftung zurückzukaufen. Auch kann der Spieler die Anfahrt zu einer Mission erleichtern, indem er in seinem Versteck jedes Mal einen Hubschrauber kauft. Fängt der Spieler eine Mission ein zweites Mal an, so kann die erste Fahrt innerhalb der Mission auch übersprungen werden.

### Grand Theft Auto IV(2008)

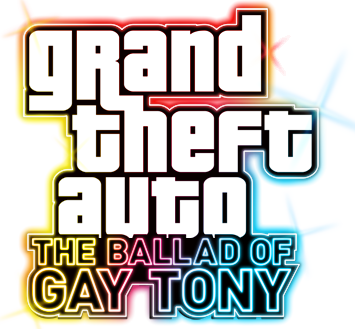

Die Hauptfigur ist der Serbe Nikolai „Niko“ Bellic, der nach Liberty City kommt, um eine Person zu suchen, die ihn und seine Freunde im Krieg verraten hat. Der Handlungsort Liberty City, der bereits in den Spielen GTA III und GTA: Liberty City Stories verwendet wurde, wurde neu modelliert und erinnert deutlicher als in den Vorgängern an New York.
Durch den Plattformwechsel auf die leistungsfähigeren Spielkonsolen der siebten Generation (Xbox 360 und PlayStation 3) ist die Darstellung der Spielwelt detaillierter und die optischen Effekte aufwendiger. So wird beispielsweise auf glatten, nassen oder Wasseroberflächen die Umgebung gespiegelt. Die im Spiel eingesetzte „Euphoria Engine“ berechnet zur Laufzeit die Bewegungsabläufe der Personen, während in den Vorgängern vorberechnete Bewegungsabläufe eingesetzt wurden.
Im direkten Vergleich zu GTA: San Andreas wurde der Spielumfang reduziert. Die Spielfigur kann z. B. nicht mehr tauchen, es stehen weniger Waffen zur Verfügung und es ist nur noch durch Kleidungswechsel möglich, das Aussehen der Spielfigur zu verändern. Die Rollenspiel-Elemente wurden entfernt, das heißt die Fähigkeiten der Spielfigur ändern sich nicht mit der Zeit. Dafür wurden aber typische Multiplayer-Modi wie Team-Deathmatch, Free-for-all (jeder gegen jeden) usw. hinzugefügt, die sich zeitweise großer Beliebtheit erfreuten. Außerdem wurde eine Onlineplattform errichtet, auf der man Fortschritte, besondere Errungenschaften und Bilder/Videos (z. B. von besonderen Stunts) anderen Spielern zeigen konnte.
Für die Xbox 360 sind zwei Add-ons (Episoden) erschienen, die später unter dem Titel Grand Theft Auto: Episodes from Liberty City zusammengefasst wurden. Beide Episoden spielen in derselben Spielwelt wie GTA IV. In der ersten Episode The Lost and Damned übernimmt der Spieler die Rolle des stellvertretenden Anführers einer Biker-Gang. Die zweite Episode The Ballad of Gay Tony handelt vom Leibwächter des Nachtclub-Moguls Gay Tony. Die Add-ons sind am 13. April 2010 auch für PlayStation 3 und PC veröffentlicht worden.

### Grand Theft Auto: Chinatown Wars(2009)
Grand Theft Auto: Chinatown Wars ist der zehnte Teil der GTA-Serie und der erste für Nintendo DS. Die Erstveröffentlichung für dieses System erfolgte im März 2009. Im Oktober 2009 folgte die Umsetzung für die PlayStation Portable, im Januar 2010 für Apples iOS und im Dezember 2014 für Android. Ein in der modernen Zeit gelegenes Liberty City (GTA-IV-Version) dient erneut als Schauplatz. Die Handlung erzählt von einem chinesischen Verbrechersyndikat, den „Triaden“, denen auch der Protagonist, Huang Lee, angehört. Das Spiel setzt Cel Shading in der Darstellung ein.

### Grand Theft Auto V(2013)
Grand Theft Auto V ist das elfte Spiel der GTA-Serie. Es wurde im Oktober 2011 angekündigt, am 2. November 2011 wurde der erste Trailer veröffentlicht, ein Jahr später am 14. November 2012 erschien der zweite Trailer. Grand Theft Auto V spielt in und um Los Santos, das der realen Stadt Los Angeles nachempfunden ist. Die gesamte Spielwelt ist größer und detailreicher als in jedem bisherigen Teil der Serie. Während es bei San Andreas noch drei Städte in einer Welt gab, ist Los Santos die einzige große Stadt in GTA V, dafür aber deutlich umfangreicher. Außerhalb der Stadt gibt es Berglandschaften, Wüstenlandschaften und Gewässer. Im Vergleich zu GTA IV wurde der Spielumfang vergrößert. Wie in Grand Theft Auto: San Andreas kann die Spielfigur wieder tauchen und das Aussehen der Spielfigur kann nicht nur durch das Wechseln von Kleidung, sondern auch wieder durch das Besuchen von Friseursalons und Tätowierstudios verändert werden. Auch die Rollenspielelemente wurden wieder eingeführt. Die Kampagne bietet drei spielbare Charaktere. Während des Spiels und innerhalb bestimmter Missionen kann man an bestimmten Stellen zwischen den Charakteren wechseln. Die Erstveröffentlichung für PlayStation 3 und Xbox 360 erfolgte am 17. September 2013. Die Versionen für PlayStation 4 und Xbox One erschienen am 18. November 2014. Die Version für Windows-PC ist am 14. April 2015 erschienen. Die Versionen für PlayStation 5 und Xbox Series erschienen am 15. März 2022.

### Grand Theft Auto VI
Am 4. Februar 2022 bestätigte Rockstar Games, dass sich ein Nachfolger zu Grand Theft Auto V in der Entwicklung befindet.
Der erste Trailer für GTA VI erschien am 5. Dezember 2023, in welchem der Release für 2025 angekündigt wurde.
Am 2. Mai 2025 datierte Rockstar Games den Release in einer Ankündigung auf den 26. Mai 2026.

## Stab und Besetzung
An jedem Teil der Serie haben Sam Houser und Dan Houser mitgewirkt. Sam Houser übernahm im ersten Spiel die Regie und fungierte in den anderen Spielen als ausführender Produzent. Dan Houser wirkte in allen Teilen als Drehbuchautor und Produzent mit. Seit GTA III wird er von James Worrall beim Ausarbeiten der Handlung unterstützt. Lazlow Jones war Autor der Moderationsbeiträge der Radiosender und hat auch selbst als Moderator gesprochen.
Mit dem wachsenden finanziellen Erfolg der Serie konnten auch Hollywood-Darsteller verpflichtet werden. Da für die Zwischenszenen dieselbe Grafik-Engine verwendet wird wie für die Darstellung der Spielwelt und keine Realfilmaufnahmen zum Einsatz kommen, sind nur die Stimmen der Darsteller zu hören. Äußerlich stimmt meistens nur die Hautfarbe überein. Samuel L. Jackson übernahm die Sprechrolle des Bösewichtes Officer Frank Tenpenny in GTA: San Andreas, sein Partner Officer Eddie Pulaski wurde von dem mittlerweile verstorbenen Schauspieler Chris Penn gesprochen. Des Weiteren sprach Peter Fonda für The Truth und James Woods für den mysteriösen Geheimdienstagenten Mike Toreno. Außerdem lieh der West-Coast-Rapper The Game der Figur Mark Wayne aka B Dup seine Stimme. Der Radiosender „K-DST“ wird von Tommy „The Nightmare Smith“ moderiert, welcher von Guns-n’-Roses-Frontman Axl Rose gesprochen wird.
In GTA: Vice City Stories gibt es drei Missionen, in denen Phil Collins mitspielt („In the Air tonight“, „Kill Phil“ und „Kill Phil: Part 2“).
In GTA: Vice City sprachen unter anderem die Schauspieler Lee Majors, Burt Reynolds, Dennis Hopper, Philip Michael Thomas und Tom Sizemore sowie die Pornodarstellerin Jenna Jameson. Die Hauptfigur Tommy Vercetti wurde von Ray Liotta gesprochen. Dies war das einzige Spiel, in dem ein bekannter Darsteller der Hauptfigur die Stimme lieh. Sam Houser begründete das in einem Interview damit, dass er sich nicht mehr mit der Spielfigur identifizieren konnte, sondern das Gefühl hatte, Ray Liotta zu spielen.
In GTA III übernahm Kyle MacLachlan die Rolle des Donald Love. Auch Joe Pantoliano, Michael Madsen, Robert Loggia und Frank Vincent wurden als Synchronsprecher engagiert.
In GTA IV spielt Bas Rutten sich selbst in einer Fernsehsendung namens „The Men's Room“. Juliette Lewis, Iggy Pop und Karl Lagerfeld sind als Radiomoderatoren zu hören. Auch Ricky Gervais hat einen Gastauftritt.
In GTA V werden Radiomoderatoren von Pam Grier, Cara Delevingne, Danny McBride, Bootsy Collins und Kenny Loggins gesprochen. Fred Armisen und Tyler, the Creator sind ebenfalls im Spiel zu hören. Die Sprechrolle des Trevor Philips verhalf dem Schauspieler Steven Ogg zum Durchbruch. Den Protagonisten namens Michael de Santa übernahm Ned Luke und die Sprechrolle von Franklin Clinton übernahm Shawn Fonteno, der schon in GTA: San Andreas eine kleine Sprechrolle als Bandenmitglied (FAM1) in den Families übernahm.

## Auswirkungen

### Einfluss auf das Spielgenre
Von der Spielreihe wird erwartet, dass sie sich selbst übertrifft. So wird GTA Liberty City Stories von einigen Spieletestern deutlich schlechter als GTA III bewertet, obwohl die beiden Spiele an sich fast identisch sind. Der finanzielle Erfolg und die Beliebtheit der Serie haben dazu geführt, dass ähnliche Spiele immer wieder mit der GTA-Reihe verglichen werden. Diese Spiele werden daher auch als GTA-Klone bezeichnet. Unter anderem haben die Spiele Der Pate, Scarface: The World Is Yours, Mafia: The City of Lost Heaven, True Crime: Streets of LA, The Simpsons Hit & Run und True Crime: New York City gleiche oder ähnliche Spielprinzipien wie die GTA-Reihe. Im Falle von Saints Row gehen die Ähnlichkeiten so weit, dass GTA: San Andreas als Vorbild identifiziert werden kann.
Während oben genannte Spiele das Spielprinzip übernommen haben, hat sich die Driver-Reihe an die GTA-Reihe angepasst. Die ersten beiden Spiele der Driver-Reihe, die vor GTA III auf der ersten PlayStation erschienen sind, sind im Grunde Rennspiele, in denen der Spieler von einem Ort zum anderen fährt. Nach dem Erfolg von GTA III (2001) und GTA: Vice City (2002) wurde im Jahr 2004 die Reihe mit Driv3r auf der PlayStation 2 fortgesetzt. Das Spiel enthielt nun Elemente aus der GTA-Reihe, wie den Einsatz von Waffen und die Möglichkeit, andere Fahrzeuge als Autos zu verwenden.

### Kontroversen
Die GTA-Reihe ist wegen der exzessiven Gewaltdarstellung umstritten. Bei Wissenschaftlern und amerikanischen Politikern ruft jeder neue Teil der Serie, insbesondere da seit GTA III eine 3D-Engine verwendet wird, teils scharfe Kritik hervor. In allen Teilen der Serie sind gewalttätige Handlungen gegen Personen (einschließlich Polizisten) möglich. Das Töten von Personen wird mit Fahndungssternen zwar bestraft, hat aber keine ernsten Folgen für den Spieler oder den Spielverlauf. Die schwerwiegendste Konsequenz ist lediglich eine symbolische Verhaftung, die den Verlust der mitgeführten Waffen und eine Geldstrafe mit sich bringt.
Um eine USK-18-Einstufung bzw. Indizierung zu verhindern, wurden in den deutschen Versionen einiger GTA-Spiele Inhalte entfernt. Dies betrifft einige Missionen (GTA Vice City) sowie das Nachtreten und Berauben der am Boden liegenden Opfer. Die Amokläufe sind in den deutschen Versionen entweder gar nicht möglich oder es fehlen bestimmte Varianten, wie die Amokläufe gegen Passanten.
Neben der Gewaltverherrlichung wird den Spielen auch Rassismus vorgeworfen, da einige Ethnien als geschlossen kriminell dargestellt werden und mit allerlei negativ besetzten Klischees behaftet sind, so zum Beispiel die Italiener, die Chinesen und die Jamaikaner in GTA III oder die Kubaner und die Haitianer in GTA: Vice City.
Zusätzlichen Auftrieb bekommen die Kritiker dadurch, dass vor allem in den USA vermehrt Jugendliche und junge Erwachsene beim Begehen von teilweise schweren Straftaten wie Autodiebstahl, Raubüberfällen oder auch Vandalismus aufgefallen sind, die nach ihrer Festnahme angaben, sie seien zu ihren Taten durch das Spielen von GTA inspiriert worden.
Für Empörung, aber auch Erheiterung sorgte im Juli 2005 eine „Hot Coffee“ genannte Mod für Grand Theft Auto: San Andreas. „Hot Coffee“ schaltet ein interaktives Sex-Minispiel frei, das bereits im Quellcode des Original-Programms enthalten war. Aufgrund dieser Modifikation wurde das Spiel in den USA und in Australien aus dem Handel genommen und durch eine entschärfte Version ersetzt. Am 9. August 2005 erschien ein Patch für die PC-Version, der die Aufgabe hat, den „Hot Coffee“-Mod zu deaktivieren und den entsprechenden Programmcode komplett aus dem Spiel zu entfernen.

### Modifizierbarkeit
Computerspiele werden auf dem PC, im Gegensatz zu älteren Konsolen, auf die Festplatte des Rechners installiert. Das hat zur Folge, dass die Programmdaten für die Benutzer erreichbar und damit veränderbar sind. Bereits seit dem ersten Teil haben daher Fans Veränderungen an den Spielen vorgenommen und sogenannte Mods erstellt. Obwohl die Modder nur für die ersten beiden Teile aktive Unterstützung durch die Entwickler erhielten, wurden von Fans auch für die Nachfolger Editoren programmiert, die z. B. das Ersetzen von Fahrzeugen oder das Erstellen von neuen Missionen ermöglichten. Nach Veröffentlichung der Hot-Coffee-Mod wurde die Kommunikation mit den Moddern schließlich komplett eingestellt.
Seit der Veröffentlichung von GTA III, das erstmals eine 3D-Engine besaß, rückte das Verändern der Umgebung in den Vordergrund. Das äußerte sich zuerst in der Erstellung eigener „Fun-Maps“, wie etwa Stunt-Parks, mündete jedoch auch in ambitionierte Projekte mit dem Ziel, die gesamte Spielumgebung zu verändern und teilweise authentische Städte nachzubilden, wie in der unveröffentlichten Mod GTA: Berlin.
Zudem sind inzwischen für alle 3D-Teile Mods verfügbar, die diese Spiele um Mehrspieler-Features erweitern. Da diese Projekte von verschiedenen, konkurrierenden Gruppen geleitet werden und keine gemeinsame Basis besitzen, hat sich eine große Vielfalt von Möglichkeiten im Mehrspieler-Bereich von Grand Theft Auto gebildet. So gibt es Modifikationen des Spiels, die sich beispielsweise an die Spielweise von World of Warcraft anlehnen, Projekte, die das Ziel verfolgen einen Fun-Racer zu kreieren oder das Spielprinzip von Spielen wie Counter-Strike aufgreifen. Zudem gibt es Modifikationen, die einen Battle Royale Modus hinzufügen. Bekannte Mehrspieler-Projekte sind beispielsweise VC-MP für GTA: Vice City, SA-MP für GTA: San Andreas und das Open-Source-Projekt Multi Theft Auto, das für alle 3D-Teile von GTA verfügbar ist.
Gegen die Onlineplattform OpenIV, mit der Modifikationen für GTA V geladen werden konnten, ging Rockstar Games gerichtlich vor. Ein Modder, der die Spielwelten aus Vice City, San Andreas und Liberty City vereinen wollte, nahm aus Angst vor der Rechtsabteilung des Publishers das Projekt selbst vom Netz. Im Zuge der GTA-Remaster-Trilogie wurde Quelltext, der von Fans durch Reverse Engineering zwecks Portierung der Originalspiele auf weitere Plattformen erstellt worden war, mittels einer durch den Digital Millennium Copyright Act begründeten Maßnahme von der Website GitHub entfernt. Nachdem einige Hobby-Entwickler dagegen Beschwerde einlegten, begann Take-Two einen Rechtsstreit.

### Gegenstand wissenschaftlicher Untersuchungen
Durch die Einordnung als realitätsnaher „Action-Shooter“ und die oben geschilderten Kontroversen wurde die Spieleserie mehrfach als Referenzspiel zur Beobachtung möglicher Auswirkungen fiktionaler Gewalt auf das Sozialverhalten genutzt: Eine 2020 abgeschlossene Langzeitstudie von Sarah M. Coyne (Brigham Young University) und Laura Stockdale (ebenda und Layola University Chicago) untersuchte über zehn Jahre den Einfluss von Grand Theft Auto auf gewalttätiges Verhalten und Aggressionspotential von Heranwachsenden und konnte keine Unterschiede im Sozialverhalten über den Zeitverlauf feststellen. Einzelne Teilnehmende zeigten gegen Ende der Untersuchung geringfügig gestiegenes Gewaltpotential oder depressive Episoden; dies beeinträchtige allerdings nicht die Gesamtbeurteilung. Auch eine 2018 über etwa zwei Monate angelegte Studie des Universitätsklinikums Hamburg-Eppendorf und des Max-Planck-Instituts für Bildungsforschung, die neben Gewaltpotential auch psychische Gesundheit, Empathie, Sexismus und Impulsivität untersuchte, hatte ähnlich unauffällige Ergebnisse.

## Verkaufszahlen, Auszeichnungen und Bewertungen
Wie aus den folgenden Zahlen ersichtlich, ist die Spieleserie beim Publikum und bei Spieletestern sehr beliebt. Die Spiele der GTA-III-Reihe (GTA III, GTA: Vice City und GTA: San Andreas) befinden sich daher meist auf den obersten Plätzen der Bewertungsranglisten.

### Verkaufszahlen
Die GTA-Reihe zählt zu den kommerziell erfolgreichsten Videospielreihen. Während einer am 27. November 2012 gehaltenen Credit Suisse Technology Conference verkündete Strauss Zelnick, dass die Reihe die Marke von 125 Millionen ausgelieferten Einheiten überschritten habe, wovon 25 Millionen auf das Konto von GTA IV gingen. Laut neuestem Finanzbericht von Take-Two wurden bis 30. Juni 2022 insgesamt über 380 Millionen Titel der Serie verkauft. Bis September 2023 waren es über 410 Millionen verkaufte Titel.
Jedes Spiel der GTA-III-Reihe wurde mindestens zehn Millionen Mal für die PlayStation 2 verkauft, bei weltweit über 150 Millionen verkauften Konsolen. Selbst in Japan sind die Verkaufszahlen für einen Titel westlicher Machart überdurchschnittlich. So wurden von GTA III, das 2005 zwei Jahre nach Erscheinen aufgrund von „expliziter Gewaltdarstellung“ indiziert worden war, immerhin etwa 350.000 Stück verkauft. Im Vergleich dazu verkaufte sich GTA III im deutschsprachigen Raum etwa 370.000 Mal. GTA: Vice City war genauso erfolgreich mit etwa 400.000 verkauften Exemplaren im deutschsprachigen Raum, von denen 310.000 Stück in Deutschland abgesetzt werden konnten.
Auf der Xbox verkaufte sich die GTA-III-Reihe mit drei Millionen Einheiten bei knapp 22 Millionen Konsolen weltweit ebenfalls erfolgreich.
Da die Reihe auf dem PC kommerziell nicht so erfolgreich ist wie auf den Konsolen, hält sich der Publisher mit Pressemeldungen über die Verkaufszahlen zurück. 2005 (in dem Jahr, in dem GTA: San Andreas für den PC erschienen ist) bevorzugten in den USA die Käufer von PC-Spielen Ego-Shooter, Simulationen oder Strategie-Spiele. Ähnliches gilt für das Jahr 2006. GTA: San Andreas ist laut GameSpot kurz nach der Veröffentlichung für den PC von Platz vier der Verkaufscharts auf Platz 20 gefallen.
Als die Internetseite Kotaku den CEO von Take-Two Interactive am 15. September 2011 falsch zitierte und fälschlicherweise behauptete, dass GTA IV das meistverkaufte Spiel der Reihe sei, korrigierte ein Rockstar-Games-Sprecher und behauptete, dass San Andreas mit 27,5 Millionen verkauften Einheiten weltweit die Reihe anführe.
Grand Theft Auto V generierte bereits am ersten Tag der Veröffentlichung einen Umsatz von 800 Millionen US-Dollar (686,7 Millionen Euro; 640,3 Millionen Schweizer Franken) und brach zwei Tage später laut Take-Two Interactive die Marke von einer Milliarde US-Dollar Umsatz. Somit ist es das Unterhaltungsprodukt, das bis dato am schnellsten diese signifikante Marke bricht (Stand September 2013). Laut dem Bundesverband Interaktive Unterhaltungssoftware (BIU) hat sich der Blockbuster in nur einer Woche mehr als eine Million Mal im deutschen Markt verkauft. Dafür bekommt der Ausnahmetitel den BIU Sales Multiplattform Award. Darüber hinaus wird der PS3-Version von Grand Theft Auto V für mehr als 500.000 verkaufte Einheiten den Sales Award Sonderpreis verliehen und der Xbox 360 Version den Sales Award in Platin für mehr als 200.000 verkaufte Spiele. Im August 2022 gab Take-Two Interactive bekannt, dass bis desselben Jahres über 170 Millionen Exemplare verkauft wurden.
Verkaufszahlen (weltweit) in Millionen Einheiten
| Titel                                              | PlayStation            | Xbox                   | Gesamt |
| -------------------------------------------------- | ---------------------- | ---------------------- | ------ |
| Grand Theft Auto                                   | 2,28 (PS)              |                        |        |
| Grand Theft Auto 2                                 | 3,42 (PS)              |                        |        |
| Grand Theft Auto Double Pack GTA III und Vice City |                        | 2,49 (Xbox)            |        |
| Grand Theft Auto III                               | 13,10 (PS2)            |                        | 25,00  |
| Grand Theft Auto: Vice City                        | 16,15 (PS2)            |                        | 25,00  |
| Grand Theft Auto: San Andreas                      | 20,81 (PS2)            | 1,93                   | 30,00  |
| Grand Theft Auto: Liberty City Stories             | 3,49 (PSP), 2,75 (PS2) |                        |        |
| Grand Theft Auto: Vice City Stories                | 2,39 (PSP)             |                        |        |
| Grand Theft Auto IV                                | 10,52 (PS3)            | 11 (Xbox 360)          | 25,0   |
| Grand Theft Auto V                                 | 21,3 (PS3), 18,8 (PS4) | 17 (X360), 8,72 (XOne) | 180    |

### Auszeichnungen
VUD Awards
Alle Spiele der GTA-III-Reihe wurden in Deutschland mindestens 200.000 Mal verkauft und erreichten damit Platin-Status.
Auszeichnungen des Verbandes der Unterhaltungssoftware
- GTA III: Gold (2001), Platin (2002)[64]
- GTA: Vice City: Gold (2002), Platin (2002)[65]
- GTA: San Andreas: Gold (2004), Platin (2004)[66]

Gold für 100.000, Platin für 200.000 verkaufte Einheiten.
Entertainment & Leisure Software Publishers Association (ELSPA) sales awards (England)
In England bekamen folgende Spiele Diamond Awards für mindestens eine Million, Double Platinum für mindestens 600.000 und Platinum für mindestens 300.000 verkaufte Einheiten:
- GTA 2: Platinum
- GTA III: Diamond
- GTA: Vice City: Diamond
- GTA: San Andreas: Diamond
- GTA Liberty City Stories: Double Platinum
- GTA Vice City Stories: Platinum
- GTA IV: Double Platinum

Game Developers Choice Awards für GTA III 2002
- Game of the Year
- Excellence in Game Design
- Game Innovation Spotlights

MTV Game Awards für GTA IV 2008
- Game of the Year
- Best Supporting Role (für den Charakter Brucie in GTA IV)
- You Got The Style

Guinness-Buch der Rekorde
- 2008 erhielt GTA IV zwei Einträge im Guinness-Buch der Rekorde: „Erfolgreichste Einführung eines Videospiels“ und „Erfolgreichste Einführung eines Entertainment-Produktes“.[72]

### Bewertungen
|                          | Gamezone                      | 4Players               | Gameswelt              | Eurogamer                        | Metacritic                  |
| ------------------------ | ----------------------------- | ---------------------- | ---------------------- | -------------------------------- | --------------------------- |
| GTA III                  | 9,2/10                        | 93 %                   | 94 % (PS2), 88 % (PC)  | 10/10 (PS2)                      | 93 % (PC), 97 % (PS2)       |
| GTA Vice City            | 9,5/10                        | 93 %                   | 94 % (PS2), 92 % (PC)  | 9/10                             | 94 % (PC), 95 % (PS2)       |
| GTA San Andreas          | 9,6/10                        | 94 %                   | 93 %                   | 9/10                             | 93 % (PC/Xbox), 95 % (PS2)  |
| GTA Liberty City Stories | 9,2/10                        | 91 % (PSP), 80 % (PS2) | 90 % (PSP), 68 % (PS2) | 9/10 (PSP), 8/10 (PS2)           | 88 % (PSP), 78 % (PS2)      |
| GTA Vice City Stories    | 9,2/10                        | 86 % (PSP), 76 % (PS2) | 91 % (PSP), 79 % (PS2) | 8/10 (PSP), 6/10 (PS2)           | 86 % (PSP), 75 % (PS2)      |
| GTA IV                   | 9,6/10                        | 94 %                   | 97 %                   | 10/10 (PS3, Xbox 360), 9/10 (PC) | 98 % (Xbox 360), 98 % (PS3) |
| GTA Chinatown Wars       | 9,3/10                        | 90 % (NDS)             | 91 % (NDS)             | 10/10 (NDS)                      | 94 % (NDS)                  |
| GTA V                    | 10/10 (Xbox 360), 10/10 (PS3) | 88 % (PS3, Xbox 360)   | 9,5/10 (PS3, Xbox 360) | 9/10 (PS3, Xbox 360)             | 97/100 (PS3, Xbox 360)      |

Wie aus der obigen Übersicht erkennbar, werden die GTA-Spiele durchweg positiv beurteilt. Als Stärken der Spiele werden die detaillierte Spielwelt, Handlungsfreiheit, Abwechslungsreichtum, Musik (in Version V Tangerine Dream, Woody Jackson, The Alchemist, Oh No, DJ Shadow) und atmosphärisch treffende Wiedergabe der jeweiligen Zeitepochen genannt. Auf der negativen Seite stehen meist eher technische Aspekte, wie die fehlende Möglichkeit, während einer Mission zu speichern oder kleinere Grafikprobleme. Die Gewaltdarstellung wird von den Spieletestern eher neutral dargestellt.
Für Paul Kautz von 4Players war GTA III „eines der besten PC-Spiele überhaupt“. Er habe „selten ein Spiel mit derartiger Handlungsfreiheit“ erlebt. Er lobt „Grafik, Sound, Spielwitz und Mittendrin-Gefühl“. Negative Punkte „wie Grafikfehler, das eingeschränkte Speichersystem oder die eine oder andere maue Mission“ vermögen aus seiner Sicht „den Spielspaß kaum zu bremsen“. Das Spiel sei aber nur für Spieler geeignet, die „kein Problem mit der teils heftigen Gewaltdarstellung“ haben. Seine Zusammenfassung lautet: „Geht und kauft Euch eines der derzeit besten PC-Spiele überhaupt!“
Ähnliches gilt für GTA: Vice City: Für Thomas Weiß der Zeitschrift PC Games ist GTA: Vice City trotz einiger Mängel ein fast perfektes Spiel. Er schreibt: „Warum kann man nicht unmittelbar nach Missionsbeginn den Spielstand sichern? Wieso lässt sich die Mausgeschwindigkeit nicht ordentlich justieren? Wieso rennt Tommy durch die Straßen, als hätte er einen Düsenantrieb eingebaut? Vice City ist nicht perfekt – aber schon nahe dran. Nie war eine Spielestadt lebensechter; […] Nie waren Zwischensequenzen cooler […] Wenn Sie sich dieses Jahr nur ein Spiel kaufen wollen, dann dieses – besser können Sie Ihr Geld nicht anlegen.“
Etwas zurückhaltender in der Wortwahl, aber im Ergebnis nicht wesentlich anders, schreibt Christian Stöcker in Spiegel Online unter dem Titel Der pervertierte amerikanische Traum: „Die Titel der Grand-Theft-Auto-Serie gehören zu den meistverkauften Spielen überhaupt. Sie sind gewalttätig, amoralisch und höchst umstritten. Die neueste Folge, ‚San Andreas‘, ist dennoch ein Meilenstein – nicht nur weil sie das wohl erste wirklich schwarze Videospiel ist.“
Der Titel des Artikels bezieht sich dabei auf die typischen Handlungen der Spiele: „Ziel dieser Spiele ist es, mit Autodiebstahl, Auftragsmorden und gelegentlichen Botengängen vom Nobody an die Spitze der Unterwelt einer Großstadt aufzusteigen: Der pervertierte amerikanische Traum.“
Wie andere Kritiker auch ist er von der Handlungsfreiheit und der Art der Darbietung begeistert: „Und auch ‚San Andreas‘ ist wieder ein Meilenstein. Noch nie wurde in einem Spiel eine so ausgefeilte Geschichte mit so viel Aufwand erzählt, kombiniert mit scheinbar unbegrenzten Möglichkeiten für Aktivitäten abseits der Story.“ Inhaltlich stellt er zudem ein Niveau fest, das über dem Niveau der sonst üblichen Shootern liegt: „Themen wie die Iran-Contra-Affäre oder der Rodney-King-Prozess und die anschließenden Rassenunruhen in LA schwingen im Hintergrund mit. Mit tumben Shootern wie ‚Doom III‘ hat all das nichts zu tun.“
Und letztlich findet er auch einige Mängel: „Weil die Wege so weit sind, nervt es gelegentlich, eine verpatzte Mission wiederholen zu müssen, und manche sind unverhältnismäßig schwer. Die Karte im Spiel ist ungenau und unübersichtlich, die Grafik ruckelt hin und wieder – perfekt ist „San Andreas“ also nicht.“ Er schließt mit den Worten: „… und wer wissen will, wo es hingeht mit den Videospielen, sollte zumindest einen langen Blick darauf werfen.“
Auch GTA V erhielt gute Kritiken. Mathias Oertel schreibt auf 4Players: „Rockstar hat es wieder einmal geschafft: Grand Theft Auto 5 ist ein actionlastiger Themenpark, wie es ihn als Open-World-Spiel bislang noch nicht gab. Die Kulisse führt die Konsolen zwar an ihre Grenzen und zeigt immer wieder Probleme mit Kanten, stabiler Bildrate oder kleinen Bugs, doch wenn es darauf ankommt, passt alles.“